# 巴里巴人
巴里巴人，自称为Baatonu（复数Baatombu），是贝宁博尔古省和阿黎博里省的主要居民，也是贝宁东北部和尼日利亚中西部的博尔古王国的主要缔造者。在尼日利亚，巴里巴人分布在西部夸拉州和尼日尔州博尔古地区。巴里巴人的数目约有一百万，其中70%在贝宁，是贝宁的第四大族群，约占贝宁人口的1/11（9.2%）。巴里巴人主要集中在贝宁的东北部，尤其是尼基市周围，尼基也被认为是传统上巴里巴地区的首都。18世纪末，巴里巴人从奥约的约鲁巴人中独立出来，并在博尔古地区建立了几个王国。19世纪末法国人对贝宁（当时的达荷美）的殖民化以及英法两国在博尔古地区的人为划界，中止了博尔古地区巴里巴人的贸易活动。
巴里巴人在贝宁历史上占有重要地位。19世纪后期，巴里巴人曾在该国东北部的尼基和坎迪等地建立过独立的王国。
一年一度的加尼节是巴里巴人的著名节日之一，骑马是其中的一个重要元素。
巴里巴人以农业为主要职业，出产玉米、高粱、水稻、棉花、木薯、山药、豆类、棕榈油、花生以及一些家禽和牲畜。宗教在巴里巴部落中扮演着重要角色。巴里巴人主要信奉伊斯兰教，然而一些巴里巴社区也有自己的土著信仰。

## 语言
巴里巴语主要在贝宁北部博尔古、阿黎博里和阿塔科拉的部分地区使用。巴里巴语曾被归类为古尔诸语中的异类，但现在倾向将其单独划分于萨瓦纳语支下，与古尔诸语并列。巴里巴语是一种带有名词类别的声调语言。其文字记载大约始于1970年，使用贝宁国家字母进行表记，除了拉丁字母外，还额外增加ɔ、ɛ、ã、ɛ̃、ɔ̃、ĩ和ũ七个字母。

## 引用
1. ↑   （页面存档备份，存于） "National statistical institute of Benin: 9.2% of a Projected 2017 Beninois population of 11.34 Million belonging to Bariba speaking groups" (2016 estimate)
2. ↑  Encyclopædia Britannica
3. 1 2  Butler, Stuart. . Bradt Travel Guides, The Globe Pequot Press, Guilford, Connecticut. 2006: 21.
4. 1 2  Sargent, Carolyn Fishel. . D. Reidel Publishing Company, Holland. 1982.